# Svojkovice (Rokycanyi járás)
Svojkovice település Csehországban, Rokycanyi járásban. Svojkovice Rokycany, Volduchy, Holoubkov, Hůrky és Dobřív településekkel határos. Lakosainak száma 465 fő (2024. január 1.).

## Népesség
A település lakosságának változását az alábbi diagram mutatja:
| Lakosok száma | 413  | 384  | 391  | 336  | 344  | 405  | 408  | 426  | 453  | 465  |
|               | 1869 | 1900 | 1921 | 1961 | 1980 | 2011 | 2016 | 2019 | 2021 | 2024 |